# خانه امیر الله خان ساسانی
منزل امان‌الله خان ساسانی مربوط به دوره قاجار است و در شهرستان رضوانشهر، بخش مرکزی، روستای پونل واقع شده و این اثر در تاریخ ۱۱ مهر ۱۳۸۳ با شمارهٔ ثبت ۱۱۱۳۹ به‌عنوان یکی از آثار ملی ایران به ثبت رسیده است.